# Aedes alticola
Aedes alticola är en tvåvingeart som beskrevs av Bonne-wepster 1948. Aedes alticola ingår i släktet Aedes och familjen stickmyggor. Inga underarter finns listade i Catalogue of Life.